# Domnikia Ilarionovna Kouznetsova-Novoleinik
Domnikia Ilarionovna Kuznetsova-Novoleinik (en russe :Домникия Иларионовна Кузнецова-Новолейник), née en 1886 et morte en 1962, est une aviatrice russe et une des premières femmes pilotes russes, la première selon certaines sources.

## Biographie
Elle est l'épouse de l'ingénieur Pavel Andrianovich Kuznetsov (1875-1963), aviateur russe devenu plus tard instructeur de vol.
Domnikia Ilarionovna s'intéresse à l'aviation et aide son mari à préparer des conférences sur le pilotage, l'aéronautique. Elle connaissait parfaitement les aspects théoriques et techniques des vols, mais manquait de pratique car le couple ne disposait que d'un appareil monoplace.

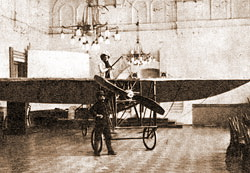
Photo à côté de l'avion Blerio.

En mai 1911, lors de la deuxième semaine de l'aviation internationale à Saint-Pétersbourg, Domnikia Ilarionovna tente de prendre l'air sur son propre avion, le Blériot XI. Elle n'arrive pas à maintenir la stabilité de l'avion en équilibre et s'écrase au sol, sans blessures graves pour elle,.

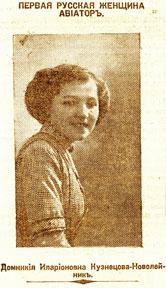
Photo du journal de Pétersbourg avec la mention.

Le 5 juin 1911, elle est mentionnée dans Le Journal de Pétersbourg qui l'appelle Первая русская женщина авіаторъ (« La première aviatrice russe »).

### Famille
Pavel Andrianovich poursuit les vols de son côté. Après un accident grave à Vladivostok en 1912, il reste longtemps souffrant et décide de mettre fin à sa carrière de pilote. Il revient alors à son ancien métier de constructeur.
Domnikia Ilarionovna se consacre quant à elle à l'art théâtral. Sa carrière d'actrice est réussie et elle tente de devenir réalisatrice.
La famille s'installe à Kislovodsk. Domnikia Ilarionovna meurt à Kislovodsk en 1962, à l'âge de 76 ans.

## Liens
- Les premières femmes aviatrices de la Russie tsariste
- Rodnaya Gazeta - aviateurs russes